# Chrysotus annulatus
Chrysotus annulatus är en tvåvingeart som beskrevs av Van Duzee 1924. Chrysotus annulatus ingår i släktet Chrysotus och familjen styltflugor. Inga underarter finns listade i Catalogue of Life.